# Io, Jean Gabin
Io, Jean Gabin è un romanzo autobiografico di Goliarda Sapienza, pubblicato postumo nel 2010 da Einaudi.

## Edizioni e traduzioni
- Io, Jean Gabin, postfazione e cura di Angelo Pellegrino, Torino, Einaudi, 2010,  pp. 124, ISBN 978-88-06-20189-0.
- (FR) Moi, Jean Gabin, traduzione di Nathalie Castagné́, Paris, Attila, 2012,  pp. 176, ISBN 9782917084502.
- (GL) Eu, Jean Gabin, traduzione di María Dolores Torres París, Vigo, Galaxia, 2011,  pp. 162, ISBN 9788498654035.[1]